# کلاته آشیان
کلاته آشیان، روستایی از توابع بخش مرکزی شهرستان بجنورد در استان خراسان شمالی ایران است.

## جمعیت
این روستا در دهستان باباامان قرار دارد و براساس سرشماری مرکز آمار ایران در سال ۱۳۸۵، جمعیت آن ۲۳۰ نفر (۶۱ خانوار) بوده‌است.

## زبان
این روستا کردنشین و زبان روستا کردی است.